# Guillermo del Castillo
Guillermo José del Castillo (Rosario, 14 de diciembre de 1963) es un exjugador argentino de rugby que se desempeñaba como fullback o apertura.

## Selección nacional
En 1991 fue seleccionado a los Pumas para enfrentar a los All Blacks el 6 de julio en el estadio de Vélez Sarsfield. Su último partido con los Pumas fue contra Canadá el 10 de marzo de 1995 en el Estadio de Ferro Carril Oeste. En total jugó 15 partidos y marcó 24 puntos.

### Participaciones en Copas del Mundo
| Mundial                       | Sede       | Resultado    | PJ | Tries |
| ----------------------------- | ---------- | ------------ | -- | ----- |
| Copa Mundial de Rugby de 1991 | Inglaterra | Primera fase | 2  | 0     |

## Palmarés
- Campeón del Torneo Nacional de Clubes de 1997.